# Rijswerk

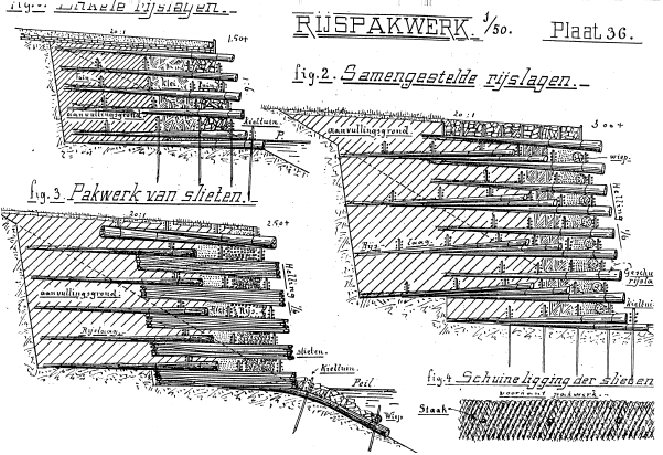
Afmeerconstructie als rijspakwerk (1920)

Rijswerk zijn waterbouwkundige constructies gemaakt van rijshout, wilgentenen. Wilgentakken rotten slecht en zijn zeer taai. Tegenwoordig wordt rijswerk in de waterbouwkunde alleen gebruikt voor het maken van zinkstukken. Omdat wilgenhout slecht rot worden deze matten in de waterbouwkunde gebruikt voor bodembescherming. Tegenwoordig bestaan zij uit een geotextiel met daarop een wiepenrooster. Klassieke zinkstukken zijn veel dikker, vaak een halve meter of meer. Ze konden een oppervlakte van enkele honderden vierkante meters groot zijn.
Vroeger (voor 1960) werd rijswerk ook gebruikt voor het maken van dammen en als kern van kribben. Ook afsluitingen werden met rijswerk uitgevoerd (opzinken).
Bij sluiten van dijkdoorbraken en bij afsluiten van getijgeulen neemt de stroomsnelheid toe, dit veroorzaakt uitschuring van de bodem. Om dit te voorkomen moet de bodem eerst verdedigd worden. Dit gebeurt met zinkstukken van rijshout. 
Alhoewel krammatten niet van rijshout gemaakt worden, maar van stro, worden zij meestal werk onder het rijswerk geschaard. 